# 克孜治拉湖
克孜治拉湖也作克孜勒哲勒，是一个位于中国新疆维吾尔自治区阿勒泰地区阿勒泰市阿拉哈克镇以南12.5千米处的苦咸湖。湖泊原为阿拉哈克湖的一部分，古地质构造运动将两湖之间的沙梁台地升高，使原来的一个湖泊被分割成两个湖区。20世纪70年代总面积约4平方千米，湖面高程483米。现主要依赖地下水补给，周围为沼泽湿地，属盐沼。